# Wielka ilustrowana encyklopedia powszechna
Wielka ilustrowana encyklopedia powszechna (WIEP) – polska encyklopedia powszechna wydana w latach 1929–1938 przez Wydawnictwo „Gutenberga” Helge Fergo w Krakowie. Wydano 22 tomy.

## Zawartość
Wydano 20 tomów podstawowych oraz 2 suplementy:
| tom | od                           | do                      | stron | uwagi             |
| --- | ---------------------------- | ----------------------- | ----- | ----------------- |
| 1.  | A                            | Assuan                  | 320   |                   |
| 2.  | Assurbanipal                 | Caudry                  |       |                   |
| 3.  | Cauer Emil                   | Dewon                   | 320   |                   |
| 4.  | Dewsbury                     | Europa                  |       |                   |
| 5.  | Europejska równowaga         | Grecka                  |       |                   |
| 6.  | Grecki język                 | Izasław                 |       |                   |
| 7.  | Izaszar                      | Kolejowe rozkłady jazdy |       |                   |
| 8.  | Kolejowe sądy rozjemcze      | Laud                    |       |                   |
| 9.  | Lauda                        | Małpy                   |       |                   |
| 10. | Małże                        | Morny Charles Auguste   |       |                   |
| 11. | Moroksyt                     | Optyka                  |       |                   |
| 12. | Optymaci                     | Polowanie               |       |                   |
| 13. | Polska                       |                         |       |                   |
| 14. | Polska Agencja Telegraficzna | Rewindykacja            |       |                   |
| 15. | Rewir                        | Serbia                  |       |                   |
| 16. | Serbowie                     | Szkocja                 |       |                   |
| 17. | Szkocka literatura           | Victor                  |       |                   |
| 18. | Victor                       | Żyżmory                 |       |                   |
| 19. | A                            | G                       |       | tom uzupełniający |
| 20. | H                            | Ż                       |       | tom uzupełniający |

W latach 1992–1998 wydawnictwo Kurpisz s.c wydało reprint tej encyklopedii. Reprint zawierał 18 tomów z hasłami od A do Ż, 4 tomy uzupełniające, indeks, 3 tomy aktualizacyjne, 11 tomów suplementu i 11 tomów ABC Świat (w sumie 48 tomów). Tomy ABC Świat mają dodatkową, kolorową obwolutę. W tym samym czasie reprint tej encyklopedii wydało wydawnictwo Gutenberg Print. W tym wydaniu 22 tomy reprintu zostały uzupełnione o 24 tomy współczesnego suplementu (łącznie 46 tomów). Jednoczesne wydawanie sprawiło, że wydawcy wzajemnie oskarżali się o oszustwa.